# خليل إسماعيل كنة
خليل إسماعيل كنة البياتي هو سياسي عراقي راحل شغل مناصب وزارية مختلفة خلال العهد الملكي في العراق، كما شغل منصب رئيس مجلس النواب العراقي.
ولد في الفلوجة عام 1910، درس الابتدائية في مدرسة التفيض الاهلية ببغداد والثانوية في الجامعة الأمريكية في بيروت وتخرج في كلية الحقوق العراقية سنة 1932. تزوج من ابنة عبد الهادي العسكري عم زوجة نوري السعيد بنت أخت جعفر العسكري. علما أنه كان مقربا جدا من نوري السعيد.
انتسبت إلى جماعة الأهالي بزعامة جعفر أبو التمن لكنه تركها لاحقا كما تركها يونس السبعاوي ومحمد صديق شنشل وفائق السامرائي بمعنى تركها ذوو الإتجاه العروبي القومي، لكنهم حوكموا وأصدرت محكمة جزاء بغداد حكمها عليه بالسجن ستة أشهر. وبعد انتهاء مدة حكمه مع زملائه خرجوا وعادوا إلى الدراسة في كلية الحقوق وفي سنة 1932 تخرج من الكلية.

خليل إسماعيل كنة مع سلوى الحصري ونوري السعيد

ناصر ثورة مايس 1941، واعتقل مع عدد من زملائه القوميين بعد فشل الثورة وبعد أربع سنوات أطلق سراحه.
وفي 12 آذار 1946 كان من مؤسسي حزب الاستقلال ذي التوجه القومي العربي بزعامة الشيخ محمد مهدي كبة، وقد أجيز في 2 نيسان 1946. وكان مسؤولا عن جريدة الاستقلال.
انتخب نائبا في مجلس النواب للدورة الانتخابية الحادية عشرة والتي استمرت من 17 آذار 1947 وحتى 23 شباط 1948.
شغل مناصب وزارية مختلفة بين عامي 1950 و1957، حيث شغل منصب وزير بدون حقيبة وزارية في وزارة توفيق السويدي الثالثة ووزير المعارف في وزارات وتوفيق السويدي الثالثة ونوري السعيد الحادية عشر والثانية عشر بالإضافة لوزارتي جميل المدفعي السادسة والسابعة ووزير المالية في وزارة نوري السعيد الثالثة عشر.
بعد ثورة 14 تموز 1958، أصدرت محكمة الشعب برئاسة العقيد فاضل المهداوي الحكم عليه بالسجن 65 سنة، حيث اتهم بأنه كان له النصيب الأوفر في إفساد السياسة التعليمية في العراق وجعل وزارة المعارف بؤرة من بؤر التجسس وشراء الذمم وذلك من خلال تسليطه الشرطة المدججين بالسلاح وإراقة دماء الاساتذة والطلاب وإهانة كرامتهم واقتياد المئات منهم إلى السجون والمعتقلات وتعرض 149 أستاذا و 3554 طالبا للفصل وتبني سياسة التفرقة الطائفية والعنصرية، لكنه لم يقض من فترة محكوميته إلا القليل جدا فأطلق سراحه وسافر إلى بيروت وفي سنة 1989 عاد إلى بغداد وسكن في شقة متواضعة في حي الصالحية.

## مذكراته
نشر مذكراته التي ظهرت طبعتها الأولى ببيروت سنة 1966 والتي حملت عنوان «العراق أمسه وغده»، وقد أدان ثورة 14 تموز 1958 التي أسقطت النظام الملكي وسماها «النكبة التي حلت بوطننا الحبيب».
بعد عودته للعراق اعترف قائلا" "فقد كتبته بعاطفة وكنتُ بعيدا عن الاحداث وواقع الحال. بل تحاملت على الكثيرين وأثبتت الأيام عدم دقة موقفي وقد جر علي ذلك متاعب كثيرة فالكتاب منع وكثير من الناس الذين هاجمتهم كان بدافع الغضب و (زين منهم قبلوني ثانية) وها وقد عدت إلى بلدي العراق لاعيش بسلام ولما عدت واطلعت على الاوضاع تألمت كثيرا مع نفسي لأني تجنيت عليهم لكن (اشلون أصلح غلطي ما أعرف)."
واعتذر عن إعادة طبع كتابه «العراق... أمسه وغده»، حيث أردف حديثه قائلا: «لأنه من بدايته إلى نهايته لا يصلح. إنما الأصلح هو وضع مذكرات جديدة لا أقدر على إنجازها اليوم لأني بحاجة إلى مراجعة البدايات.» وكان حديثه عام 1989.